# Tina chapelieriana
Tina chapelieriana là một loài thực vật có hoa trong họ Bồ hòn. Loài này được (Cambess.) Kalkman miêu tả khoa học đầu tiên năm 1953.